# Rotan
Rotan város az USA Texas államában. Lakosainak száma 1332 fő (2020. április 1.).

## Népesség
A település népességének változása:
| Lakosok száma | 1611 | 1508 | 1332 |
|               | 2000 | 2010 | 2020 |